# Kutasy Viktor
Kutasy Viktor (Köpcsény, 1901. október 16. – Gödöllő, 1974. október 3.) magyar erdőmérnök.

## Élete
1901. október 16-án született a ma Ausztriához tartozó Köpcsényben, értelmiségi családban. 1926-ban szerzett erdőmérnöki oklevelet a soproni Bányamérnöki és Erdőmérnöki Főiskolán. Diplomázása után, 1926-28 között a főiskola építéstani tanszékén tanársegéd volt, majd a Miskolci Állami Erdőgazdaság műszaki előadója lett. Az első bécsi döntést követően, 1939 és 1944 között Ungváron dolgozott, mint a helyi állami erdőgazdaság műszaki osztályvezetője, illetve a Földművelésügyi Minisztérium ottani vasútépítő csoportjának vezetője. E minőségeiben számos Ung vármegyei magas- és mélyépítési létesítmény tervezésében, illetve kivitelezésében vett részt.
1945-48 között a budapesti erdőgazdaságban volt előadó, 1948-ban a Földművelésügyi Minisztérium (FM) Erdészeti Főosztályára került előadóként, 1949-től pedig az Alföldfásítás és a Közérdekű Erdőtelepítések Országos Felügyelőségének osztályvezetője volt. 1953-tól az Erdőgazdálkodási Tervező Iroda (ERDŐTERV) igazgatójaként, 1954-55-ben az Országos Erdészeti Főigazgatóság osztályvezetőjeként, majd főosztályvezetőjeként működött, 1955-ben pedig visszatért az ERDŐTERV-hez, mint főmérnök, majd újra igazgató. 1959-61-ben a Balatonfelvidéki Állami Erdőgazdaság főmérnöke volt. 1958 áprilisában az FM felterjesztette egyetemi tanári címre is, de arról nem ismert információ, hogy a kinevezése is megtörtént-e.
Társadalmi szerepvállalásai között említést érdemel, hogy 1945-47 között a Nemzeti Paraszt Párt erdészeti tagozatának ügyvezetője volt, 1954-től 1957-ig az Országos Erdészeti Egyesület főtitkáraként tevékenykedett, illetve tagja volt a Magyar Tudományos Akadémia erdészeti állandó bizottságának és az Erdőgazdasági Tanácsnak is. Kiterjedt tudományos és irodalmi tevékenységet fejtett ki, főleg az erdőfeltárás tárgyában és hasonló területeken.

## Művei
- Vezérfonal a Miért fásítsunk? című előadáshoz (Budapest, 1952)

## Elismerései
- Szocialista Munkáért Érdemérem